# Catedral de San José (Numea)
La catedral de San José de Numea o simplemente catedral de Numea (en francés: Cathédrale Saint-Joseph de Nouméa) es una catedral católica, dedicada como su nombre lo indica a San José, en Numea, la capital de Nueva Caledonia una dependencia de Francia en Oceanía. Ha sido la sede desde 1966 de la arquidiócesis de Noumea, cuando fue elevada a su estatus a partir del antiguo vicariato apostólico de Nueva Caledonia.
La catedral, dedicada a San José, el esposo de la Virgen María, se construyó entre 1887 y 1897 como sede del vicario apostólico de Nueva Caledonia (creado en 1847) con el trabajo de los convictos y con los planos de un ex presidiario, conocido como Labulle. Fue bendecida el 26 de octubre de 1890 por Père Xavier Montrouzier, asistente social del hospital, e inaugurada al siguiente día, en la fiesta de Todos los Santos, siendo consagrada en 1893 por el vicario apostólico de Fiyi, monseñor Julián Vidal, antes de que la fachada y las torres del campanario fueron completamente terminadas.